# N836 (België)
De N836 is een gewestweg in de Belgische provincies Luxemburg en Namen. De route verbindt de N86 ten zuiden van Jemelle met de N86 bij Marche-en-Famenne. De weg vormt een sneller alternatief voor de N86 voor doorgaand verkeer tussen Rochefort en Jemelle in het zuidwesten en Marche-en-Famenne in het noordoosten. De route heeft een lengte van ongeveer 10 kilometer en bestaat uit twee rijstroken voor beide rijrichtingen samen.